# Amaurobius longipes
Espèce
Amaurobius longipes est une espèce d'araignées aranéomorphes de la famille des Amaurobiidae.

## Distribution
Cette espèce est endémique de Grèce. Elle se rencontre dans le Parnon.

## Description
Les mâles mesurent de 8 à 10 mm et les femelles de 7,5 à 12,5 mm.

## Publication originale
- Thaler & Knoflach, 1995 : Über Vorkommen und Verbreitung von Amaurobius-Arten in Peloponnes und Ägäis (Araneida: Amaurobiidae). Revue suisse de Zoologie, vol. 102, p. 41-60 (texte intégral).